# Isla Encantada
Isla Encantada  es una isla volcánica de México ubicada en el golfo de California o mar de Cortés pertenece a Baja California, específicamente se encuentra dentro de la jurisdicción del municipio de Mexicali.

## Geografía
La isla tiene poco más de 44.5 hectáreas de extensión, su longitud máxima supera un poco los 1190 metros en sentido norte-sur y su anchura máxima es de aproximadamente 640 metros en sentido este-oeste. Se encuentra aproximadamente a 7.2 km al este de la costa la península de Baja California, entre sus puntos más cercanos. 
Esta isla se encuentra en una región cercana a la bahía de San Luis Gonzaga y a varias otras islas e islotes del golfo de California, en específico, dista poco más de 5.9 km de la isla San Luis,  aproximadamente 8.2 km de la isla Poma, poco más de 3 km de isla Lobos y alrededor de  8.7 km de isla el Muerto, además hacia el este se encuentra un islote sin nombre a una distancia aproximada de 630 metros.
Se trata de una isla deshabitada; la localidad de mil o más habitantes, más cercana a esta isla, es San Felipe, municipio de Mexicali, que se encuentra alrededor de 110 km al nornoroeste, y en esa misma dirección, pero a 295 km aproximadamente se encuentra Mexicali. La altura máxima de esta isla ronda los 120 m s. n. m. y sus coordenadas aproximadas son 30°1'10' ' de latitud norte y 114°28'32' ' longitud oeste.

## La isla Encantada como parte de un área natural protegida

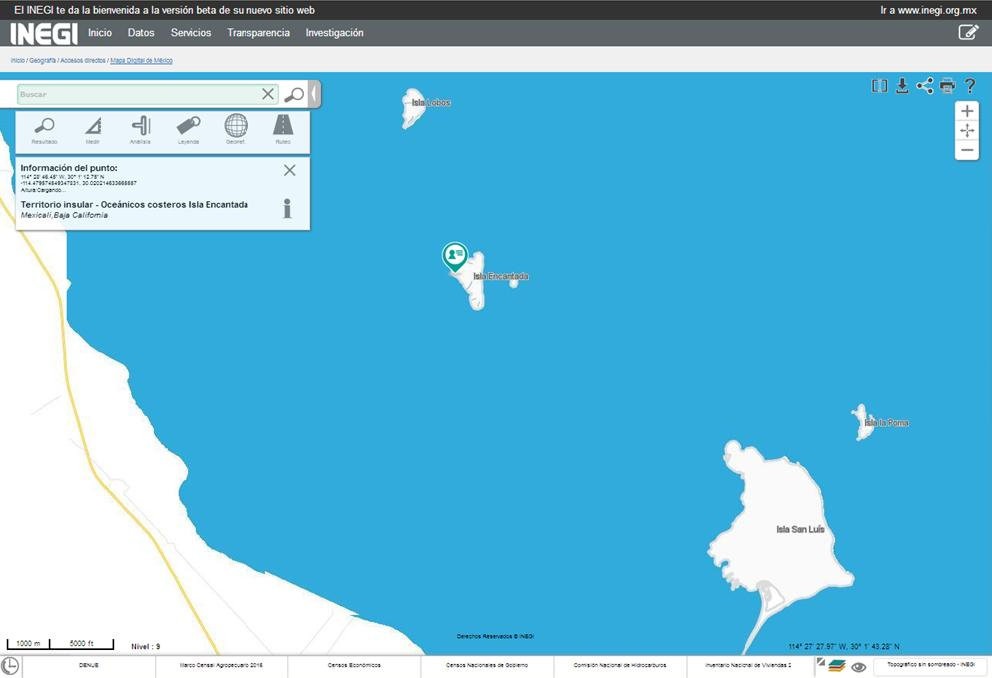
Representación cartográfica de un grupo de islas, incluida isla Encantada, elaborado por el INEGI

Desde 1995 esta isla está incluida junto con otras 243 islas e islotes del golfo de California como una de reservas de la biósfera por parte de la UNESCO,  y en 2005 se le otorga el título de patrimonio natural de la humanidad por parte de ese mismo organismo